# Marco Solari da Carona
Pour les articles homonymes, voir Famille Solari.
Marco Solari da Carona (né vers 1355 à Carona, dans l'actuel canton suisse du Tessin, et mort à Milan le 8 juillet 1405) était un sculpteur, architecte et ingénieur italien de la fin du XIVe et des premières années du XVe siècle.
Il est le père de Giovanni Solari

## Biographie
Marco Solari da Carona a travaillé au Dôme de Milan et à la Chartreuse de Pavie.